# Fonti e storiografia su Alessandro Severo

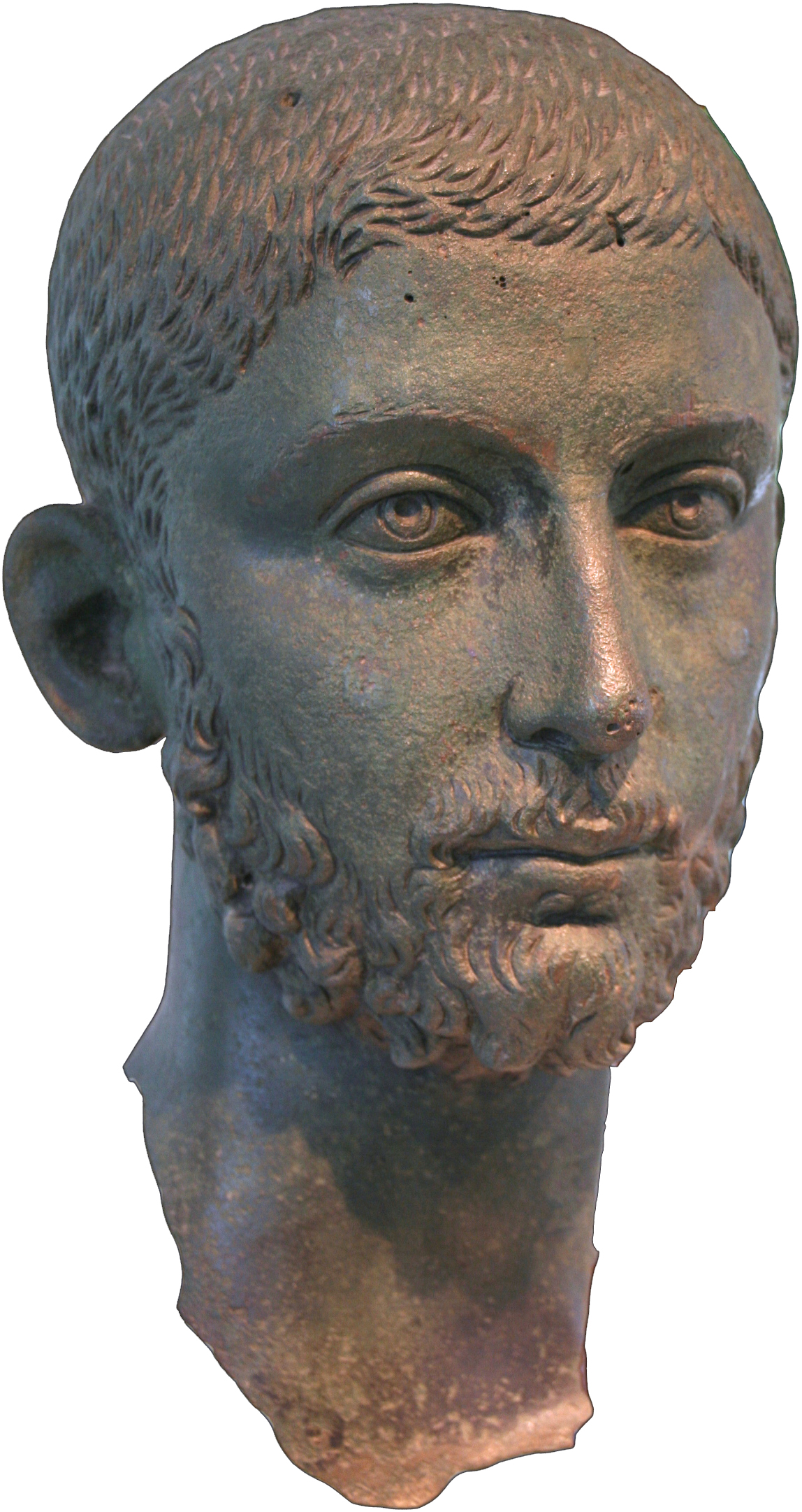
Testa da una statua in bronzo di Alessandro Severo.

Per fonti e storiografia su Alessandro Severo si intendono le principali fonti (letterarie, numismatiche, archeologiche, ecc.) contemporanee alla vita dell'imperatore romano Alessandro Severo, nonché la descrizione degli eventi di quel periodo e l'interpretazione datane dagli storici, formulandone un chiaro resoconto (logos), grazie anche all'utilizzo di più discipline ausiliarie.

## Antica e medievale
È dubbio se, dopo la morte di Alessandro Severo, il suo successore, Massimino Trace, ne abbia decretato la damnatio memoriae, atto di competenza senatoriale di cui non ci sono giunte tracce né testimonianze. Ciò nonostante, alcuni suoi ritratti furono mutilati e sono note alcune epigrafi ove il nome del sovrano e di Giulia Mamea risultano erasi. In ragione della mancanza di un atto ufficiale, si è giunti, pertanto, a ritenere che le mutilazioni siano state atti spontanei, se non direttamente ordinati, certo ispirati dal suo successore il quale, tuttavia, non regnò a lungo e fu ucciso nel 238 da soldati ammutinatisi presso Aquileia durante una rivolta fomentata dall'aristocrazia senatoria. Sulla scia di questo evento, il Senato decretò formalmente la damnatio memoriae per lo stesso Massimino e promosse la divinizzazione di Alessandro Severo, in onore del quale fu istituito un collegio di sodales.
Le fonti principali sul suo regno sono le opere storiografiche di Erodiano e Cassio Dione, oltre alla molto meno affidabile Historia Augusta, una raccolta di biografie dei principali imperatori da Adriano a Numeriano scritta oltre un secolo dopo gli eventi. Cassio Dione, storico, console durante il regno dello stesso Alessandro e rappresentante dell'aristocrazia senatoriale, ha lasciato un ritratto positivo dell'imperatore, di cui sottolineò principalmente la bontà d'animo, ma il suo racconto si ferma prima dell'inizio della campagna tedesca. Anche il giudizio di Erodiano è positivo, sebbene maggiormente sfumato: lo storico, infatti, descrive Alessandro come un sovrano dolce, benevolo e mite, ma privo di qualità militari, debole di carattere e dipendente dall'influenza materna, alla quale sono addebitati gli errori che causarono la caduta della dinastia dei Severi. Infine, viene criticata la descrizione dello sconforto del sovrano nei suoi ultimi giorni di vita, come se questi si trovasse di fronte ad un pericolo ineluttabile ed insormontabile; l'immagine è stata considerata una concessione di Erodiano agli effetti drammatici e ai suoi intenti morali.
ll giudizio dell'Historia Augusta, invece, si spinge fino ad assumere toni da leggendaria glorificazione: in quest'opera, infatti, l'imperatore incarna l'ideale dell'Impero e la sua morte è considerata il punto di svolta che segna il passaggio dall'ordine al caos del III secolo. Molti dettagli contenuti nella biografia circa gli atti di governo dell'imperatore sono, però, da considerarsi mere invenzioni.
Altri due autori tardi, Aurelio Vittore e Eutropio, descrivono Alessandro Severo in modo eccessivamente lusinghiero, attribuendogli le stimmate di comandante militare capace ed esperto, forse per via degli influssi della Historia Augusta, e lo stesso Vittore pone la morte di Alessandro come l'inizio della decadenza dell'impero.
Forse tale lusinghiero ritratto dell'imperatore è derivato dal netto contrasto con le stravaganze del predecessore e la crudeltà del successore, che indusse i due storici a sottolineare le virtù di Alessandro Severo, in particolar modo la pietà e il senso di giustizia.
Alessandro Severo viene descritto anche dall'imperatore Flavio Claudio Giuliano nella sua satira "I Cesari", dove appare come una figura mite ma debole e dolente, in particolar modo a causa della forte influenza materna.
Infine la storiografia cristiana e bizantina medievale si concentra sulla presunta pietà di Giulia Mamea e dello stesso Alessandro, al punto che in alcuni autori troviamo la rappresentazione di un sovrano assai vicino al cristianesimo, se non addirittura cristiano egli stesso; un resoconto assai dettagliato del suo regno fu redatto da Giovanni Zonara nel XII secolo.

## Moderna e contemporanea

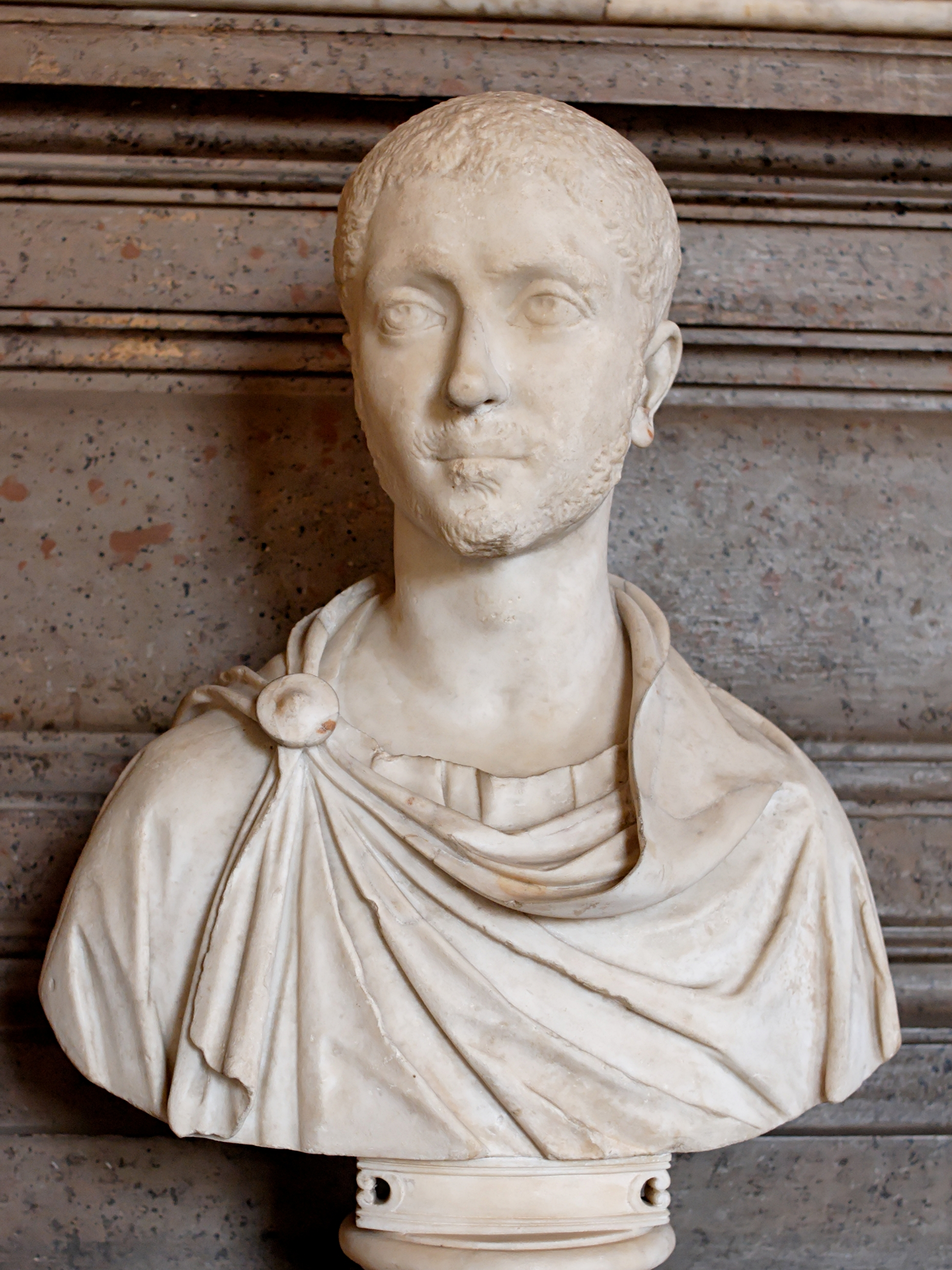
Busto di Alessandro Severo, opera in marmo 76 cm, conservata ai Musei Capitolini.

La sua figura compare ne Il Principe di Niccolò Machiavelli nella consueta veste di sovrano mite, ma inadatto al potere per via della sua debolezza. Tra i suoi errori, stigmatizzati dal politico fiorentino, sono annoverati in primo luogo l'aver suscitato il disprezzo dei soldati per l'indecisione mostrata durante le campagne contro Sasanidi e Germani ed infine l'eccessiva influenza materna. Non bastò dunque un carattere mite e l'amore per la giustizia a salvarlo. Un principe, infatti, deve mostrarsi gagliardo, coraggioso, virile, sprezzante del pericolo e irremovibile, qualità di cui Alessandro Severo difettava.
Nel XVIII secolo la lotta di potere tra Giulia Mamea e Sallustia Orbiana divenne soggetto di numerose opere; tra di esse si ricordano l'Alessandro Severo di Antonio Lotti, eseguito nel 1716 o 1717, il cui libretto fu scritto da Apostolo Zeno e la Sallustia di Giovanni Battista Pergolesi, rivisitazione del libretto di Apostolo Zeno in cui è centrale il tema dell'amore tra l'imperatrice Sallustia ed un debole Alessandro, che la sacrificherà impotente agli intrighi della madre Giulia Mamea.
Accanto a ciò rimase inalterato per tutto l'Illuminismo e l'età romantica il ritratto di Alessandro Severo come un sovrano saggio, virtuoso, amato dalla popolazione come attesta la testimonianza dello storico inglese Edward Gibbon e di Jacob Burckhardt, il quale nel 1853 paragonò l'imperatore romano a Luigi IX di Francia per via della sua dedizione ai principi morali tale da resistere agli influssi corruttori del dispotismo e per mitigarlo con giustizia e clemenza.
La storiografia contemporanea, invece, è meno indulgente e resta caratterizzata dalla tendenza a giudicare con severità la mancanza di autonomia e di decisione mostrata dall'imperatore.
Nel 1909, infatti, Alfred von Domaszewski descrisse l'imperatore come "il più miserabile di tutti i Cesari" in quanto, sebbene la sua amministrazione si fosse dimostrata come "l'ultima parvenza di ordine nel regno", la sua politica fu disastrosa e segnò un "crollo totale di tutto il sistema amministrativo".
Seguendo il percorso tracciato da Domaszewski, Ernst Kornemann nel 1939 descrisse il sovrano come debole e aggiunse che il giudizio storico era stato falsato da una lunga tradizione ed in questa critica sono evidenti i riferimenti all'Historia Augusta di cui l'autore varie volte sottolineò il carattere non veritiero. Sempre nello stesso anno, correggendo in parte i giudizi precedenti, Wilhelm Ensslin presentò il giovane imperatore come una figura importante e positiva per lo stato, sebbene fosse priva delle qualità del suo avo Settimio Severo.
Nel 1960 Alfred Heuss descrisse l'imperatore come un ragazzo innocente e tredici anni dopo Hermann Bengtson ne riprese il giudizio definendo Alessandro Severo come un governante "debole, moderato, che non fece molto di straordinario né nella politica né nella sfera militare", descrivendo il suo governo come un'entità fortemente influenzata dall'ascendente di Giulia Mamea e delle altre donne della famiglia imperiale.
Ronald Syme, invece, così si espresse circa il problema, da tutti gli storici riferito anche ad Alessandro Severo, dell'influenza della personalità del sovrano (o della mancanza di questa) sui pubblici affari:
Infine, nel 1988 Karl Cristo sottolineò che Alessandro non fu "praticamente mai completamente indipendente" e che, scomparsi durezza e assertività, non poté far altro che "virare da una crisi all'altra" e Bruno Bleckmann nel 2002, definì l'imperatore come un fantoccio nelle mani della madre, la cui influenza sui pubblici affari si spiega semplicemente con l'ingenuità e la giovanissima età del figlio imperatore. Sempre Bleckmann aggiunse che probabilmente negli ultimi tempi Alessandro Severo si svincolò dall'autorità materna ed infine, riguardo al rifiuto di concedere donativi ai soldati, riconobbe che fosse un atteggiamento realistico data la debolezza dell'economia, ma fatale per la vita stessa del sovrano.